# Greer Grimsley

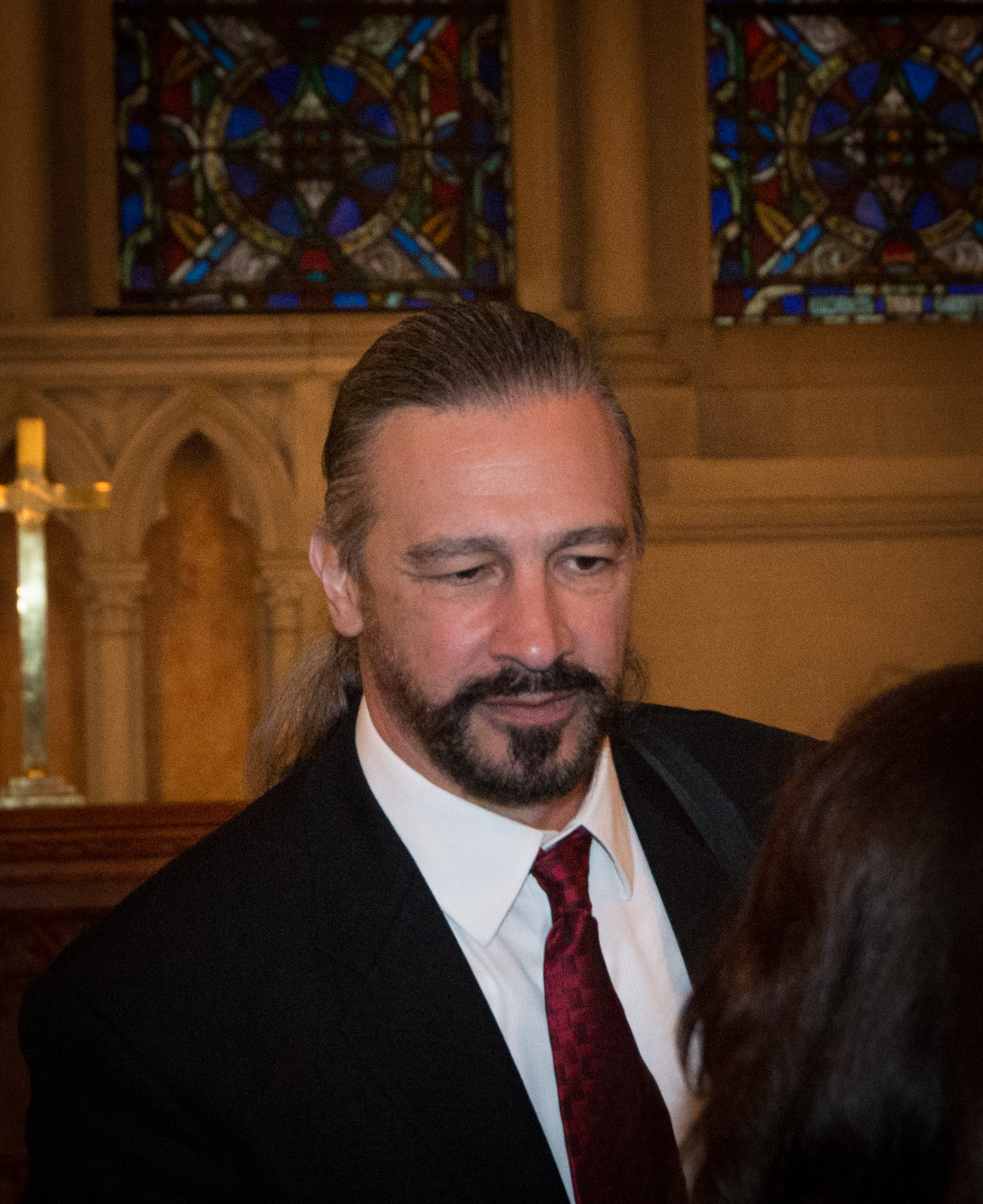
Greer Grimsley in der Old South Church in Boston, Massachusetts

Greer Grimsley (* 30. Mai 1956 in New Orleans, Louisiana) ist ein US-amerikanischer Opernsänger (Bassbariton).

## Leben und Karriere
Grimsley wurde 1956 in New Orleans, Louisiana, geboren, wo er die Brother Martin High School besuchte. Er studierte Gesang an der Loyola University New Orleans und der Juilliard School in New York City. Sein Operndebüt feierte er 1980 an der Houston Grand Opera als einer der zwei Geharnischten in Mozarts Zauberflöte.
Bekanntheit erlangte Grimsley erstmals Mitte der 1980er als Escamillo in der internationalen Tour von Peter Brook La Tragédie de Carmen, einer preisgekrönten Adaption von Georges Bizets Carmen. 1988 folgte sein Debüt als Jochanaan in Richard Strauss’ Salome an der Scottish Opera. Seitdem sang er an allen bedeutenden amerikanischen Opernhäusern, wie der Metropolitan Opera, der Lyric Opera of Chicago, der Seattle Opera und der Houston Grand Opera. Zudem gastierte er an vielen europäischen Bühnen, unter anderem dem Gran Teatre del Liceu in Barcelona, der Deutschen Oper Berlin, dem Teatro Comunale di Bologna und bei den Bayreuther Festspielen.
Seit 1987 ist er mit der Mezzosopranistin Luretta Bybee verheiratet.

## Repertoire
- Béla Bartók: Herzog Blaubarts Burg – Herzog Blaubart
- Ludwig van Beethoven: Fidelio – Don Pizarro
- Alban Berg: Wozzeck – Doktor
- Georges Bizet: Carmen – Escamillo
- Benjamin Britten: Peter Grimes – Kapitän Balstrode
- Benjamin Britten: Billy Budd – John Claggart
- Peter Brook: La Tragédie de Carmen – Escamillo
- Carlisle Floyd: Susannah – Olin Blitch
- Charles Gounod: Faust – Méphistophélès
- Peter Lieberson: Ashoka’s Dream – Canyka
- Heinrich Marschner: Der Templer und die Jüdin – Der schwarze Ritter, Richard Löwenherz
- Jacques Offenbach: Hoffmanns Erzählungen – Lindorf, Coppélius, Dapertutto, Dr. Miracle
- Giacomo Puccini: Tosca – Scarpia
- Giacomo Puccini: La fanciulla del West – Jack Rance
- Camille Saint-Saëns: Samson et Dalila – Oberpriester des Dagon
- Richard Strauss: Elektra – Orest
- Richard Strauss: Salome – Jochanaan
- Richard Strauss: Arabella – Mandryka
- Giuseppe Verdi: Aida – Amonasro
- Giuseppe Verdi: Il trovatore – Graf Luna
- Giuseppe Verdi: Macbeth – Macbeth
- Giuseppe Verdi: Otello – Jago
- Richard Wagner: Lohengrin – Friedrich von Telramund
- Richard Wagner: Tristan und Isolde – König Marke
- Richard Wagner: Tristan und Isolde – Kurwenal
- Richard Wagner: Parsifal – Amfortas
- Richard Wagner: Das Rheingold – Wotan
- Richard Wagner: Die Walküre – Wotan
- Richard Wagner: Siegfried – Der Wanderer
- Richard Wagner: Der fliegende Holländer – Der Holländer
- Richard Wagner: Die Meistersinger von Nürnberg – Hans Sachs
- Kurt Weill: Aufstieg und Fall der Stadt Mahagonny – Dreieinigkeitsmoses
- Alexander Zemlinsky: Eine florentinische Tragödie – Simone
- Alexander Zemlinsky: Der Zwerg – Don Estoban